# دلفین انرژی
دلفین انرژی (انگلیسی: Dolphin Energy) شرکت دولتی پالایش نفت اماراتی است، که در سال ۱۹۹۹ تأسیس شد.